# Remuneración de asalariados
La remuneración de los asalariados (en inglés: Compensation of employees) es un término usado en economía y en estadística, y aplicado principalmente en contabilidad nacional.
Este indicador señala el equivalente de las remuneraciones en especies y en dinero que los empleadores transfieren a sus asalariados como compensación por el trabajo aportado por estos últimos: el salario de cada trabajador se valora por el monto nominal salarial que le corresponde al trabajador, más el equivalente monetario de lo que el trabajador reciba en especies (si eso incrementa el valor anterior), más las cotizaciones sociales de cargo del empleador.

## Definición
La remuneración de asalariados es definida en detalle en el Sistema de contabilidad nacional de la ONU (2008 'SCN - Système de comptabilité nationale des Nations Unies'), así como en el Sistema Europeo de Cuentas, y en forma más breve por el Insee.